# قرارگاه نجف اشرف
قرارگاه نجف یا قرارگاه غرب نجف اشرف یکی از قرارگاه‌های ده‌گانه نیروی زمینی سپاه پاسداران به فرماندهی سرتیپ پاسدار محمدنظر عظیمی است، که ستاد فرماندهی آن در شهر کرمانشاه قرار دارد. قرارگاه نجف یکی از قدیمی‌ترین قرارگاه‌های نیروی زمینی سپاه است، که در دوران جنگ ایران و عراق تأسیس شد و فرماندهی اداره نبرد در جبهه غرب را برعهده داشت. این قرارگاه سپاه‌های استانی نبی‌اکرم کرمانشاه، انصارالحسین همدان و امیرالمؤمنین ایلام را تحت امر دارد و یگان‌های عمده آن لشکر ۲۹ نبی‌اکرم کرمانشاه، لشکر ۱۱ امیرالمؤمنین ایلام و لشکر ۳۲ انصارالحسین همدان می‌باشند.